# Quercus martinezii
Quercus martinezii — вид рослин з родини букових (Fagaceae), поширений у Мексиці.

## Опис
Це велике дерево, заввишки до 30 м. Стовбур до 20–50 см у діаметрі або більше Кора луската, коричнева. Гілочки сіро вовнисті впродовж понад рік. Листки опадні, товсті, шкірясті, зворотно-ланцетні, зворотно-яйцюваті або еліптичні, 10–20 × 3–9 см; верхівка гостра або загострена; основа округла, або серцеподібна, часто асиметрична; край злегка потовщений, загорнутий, цілий або зубчастий; верх сірувато-зелений, блискучий, без волосся або з запушенням уздовж середньої жилки; низ тьмяно-сірувато-зелений, блідо-сіро-вовнистий; ніжка листка вовниста, 6–20 мм. Цвітіння: квітень. Тичинкові сережки завдовжки 6–14 см, волохаті. Жолуді парні або 3–4 разом на плодоносі 2–6 см, блідо-коричневі, у довжину 1.5–2 см; чашечка охоплює від 1/3 до 1/2 горіха; дозрівають у перший рік.

## Середовище проживання
Поширення: Мексика (штат Мексика, Наярит, Герреро, Халіско, Оахака, Мічоакан). Росте на висотах від 1080 до 2600 метрів. Зростає у хмарних лісах і час від часу росте в дубовому лісі та сосново-дубовому лісі.

## Використання
Цей вид використовується як деревина для дров, стовпів огорожі та ручок для інструментів.